# Politische Klasse
Politische Klasse bezeichnet allgemein die gesellschaftliche Führungsschicht der Berufspolitiker, in kritischer Weise auch die Politiker als machtversessene und selbstbezogene soziale Klasse (umgangssprachlich auch Politikerkaste oder Politikerzunft). Die Bezeichnung wurde erstmals Ende des 19. Jahrhunderts vom italienischen Politikwissenschaftler Gaetano Mosca verwendet.

## Deutschland
Der deutsche Politikwissenschaftler Klaus von Beyme sah 1993 ein Wiedererstarken der politischen Klasse in Deutschland im Gefolge der Entideologisierung der politischen Parteien, ihrer Annäherung an den Typus der Volksparteien, der Angleichung des sozialen Hintergrunds der Parlamentarier zusätzlich zu Einkommensangleichungen und der sich daraus ergebenden Entstehung einer Schicht von Berufspolitikern. Der deutsche Altbundeskanzler Helmut Schmidt zählte neben Politikern auch die politischen Journalisten zur politischen Klasse.

## Frankreich
In Frankreich ist classe politique schon lange eine gängige politische Bezeichnung, auch dadurch begründet, dass sich das Führungspersonal der Parteien und Ministerien fast ausschließlich von Elitehochschulen wie z. B. der ENA rekrutiert.

## Schweiz
In der Schweiz wurde Classe politique zum politischen Reizwort, mit dem die Schweizerische Volkspartei (SVP) „die da oben in Bern“ kritisierte und sich selbst als die wahren Volksvertreter darstellen wollte. Demgegenüber sind die Wähler der SVP deutlich weniger traditionell und konservativ eingestellt als die Parteileitung. Umgekehrt wünscht die Wählerschaft der Sozialdemokratischen Partei der Schweiz (SP) deutlich „weniger Staat“ als die Parteiführung.